# Mattstetten–Rothrist nagysebességű vasútvonal
A Mattstetten–Rothrist nagysebességű vasútvonal egy 45 km hosszú, 15 kV, 16,7 Hz váltakozó árammal villamosított, kétvágányú nagysebességű vasútvonal Svájcban Mattstetten és Rothrist között. A vonal része a Bern-Olten vasútvonalnak, mely összeköti Zürichet és Bernt, az ország két legnagyobb városát. 1996 és 2004 között épült, majd 2004. december 12-én nyílt meg. A Bahn 2000 program részeként valósult meg. Ez a vonal a leghosszabb újépítésű vasút Svájcban 1926 óta.
A vonalnak hála, Bern Bázel és Zürich városok között az eljutási idő kevesebb, mint egy óra lett, így hatékonyan sikerült megvalósítani az ütemes menetrendet.
Ezen a vonalon helyezték elsőnek üzembe Svájcban az ETCS vonatbefolyásoló berendezést. Technikai problémák miatt a kezdeti 2004-es bevezetést többször elhalasztották, majd 2006. július 2-án éjszaka működésbe lépett. 2007. március 18-ig fokozatosan az egész napra kiterjesztették. Kezdetben csak maximum 160 km/h sebességig, majd 2007 decembertől 200 km/h sebességig engedélyezték az ETCS-t.